# Slaget vid Camden
Slaget vid Camden var ett fältslag som ägde rum den 16 augusti 1780 under det amerikanska frihetskriget. Brittiska trupper under befäl av generallöjtnant Lord Cornwallis slog tillbaka de amerikanska trupperna under befäl av generalmajor Horatio Gates cirka 10 kilometer norr om Camden, South Carolina, vilket stärkte det brittiska greppet om Carolina efter erövringen av Charleston.
Slaget blev ett förödmjukande nederlag för Gates, den amerikanske generalen som blev mest känd för att ha lett amerikanerna under det brittiska nederlaget vid Saratoga, vars armé var av större antal än den brittiska. Efter slaget förlorade han sin befälhavarroll inom den amerikanska armén för gott, men hans politiska förbindelser hjälpte honom att undgå utfrågningar och krigsrätt.